# Pavel Marinov
Pavel Marinov (en bulgare : Павел Маринов), né le 12 juin 1988 à Sofia, en Bulgarie, est un joueur bulgare de basket-ball, évoluant au poste d'ailier.